# Rúa de Catete
La rúa de Catete es una importante e histórica calle de la ciudad de Río de Janeiro, Brasil. Su recorrido une los barrios de Glória y Catete y se originó en el llamado "Camino de Catete" que ya existía desde antes de la llegada en el siglo XVI de los portugueses y franceses a la zona que actualmente ocupa la ciudad. Actualmente, la calle se divide en dos trechos. El primero - con tránsito en el sentido Centro-Zona Sur, comienza en el Largo da Glória y va hasta la rúa Pedro Américo. El segundo tiene el tránsito en sentido Zona Sur-Centro y empieza en la plaza José de Alencar y termina a la altura del Centro Integrado de Educación Pública Presidente Tancredo Neves terminando en el barrio de Glória.

## Toponimia
El nombre "catete" se origina en la lengua tupí y significa "agua de bosque verdadero", a través de la unión de los términos ka'a ("bosque"), eté ("verdadero") y ty ("agua").